# 第8施設群
第8施設群（だいはちしせつぐん、JGSDF 8th Engineer Group(Construction)）は、陸上自衛隊善通寺駐屯地（香川県善通寺市）に群本部が駐屯していた第4施設団隷下の施設科部隊で、1999年（平成11年）3月29日に廃止された。

## 概要
中部方面隊の施設科部隊として編成され、その後第4施設団の隷下部隊になる。第4施設団の改編により廃止され、人員・機材は同時に新設された第304施設隊、第305施設隊に配置換えを行っている。隷属していた各中隊をそれぞれ2つに分割し、小隊規模に縮小した上でそれぞれの施設隊隷下の小隊とし、これにより各施設隊はそれぞれ縮小したとはいえ群と同様の機能を持つ施設部隊となった。なお民生協力として切り開いた峠として109峠（香川県道・徳島県道3号志度山川線）がある。この名称は日本で唯一のアラビア数字のみの峠である。なお、"109"とは、前身の第109施設大隊のことである。

## 沿革
第109施設大隊等
- 1960年（昭和35年）3月28日：第320地区施設隊が松山駐屯地に新編[1]。
- 1961年（昭和36年）8月17日：第109施設大隊が新編された第4施設団に編合。
- 1962年（昭和37年）
  - 1月18日：第324地区施設隊が三軒屋駐屯地、第325地区施設隊が善通寺駐屯地に新編。
  - 3月31日：第325地区施設隊が善通寺駐屯地から高知分屯地に移駐。

第8施設群
- 1973年（昭和48年）3月27日：第109施設大隊（善通寺駐屯地）を廃止・改編、第320地区施設隊（松山駐屯地）、第325地区施設隊（高知駐屯地）を編合し、第8施設群が善通寺駐屯地に新編。

※ 編成（群本部・本部中隊、第317施設中隊～第319施設中隊、第311ダンプ車両中隊、第309施設器材中隊、第320地区施設隊（松山駐屯地）、第325地区施設隊（高知駐屯地））
- 1981年（昭和56年）3月25日：第325地区施設隊（高知駐屯地）を廃止・改編し、第2混成団施設隊が高知駐屯地に新編。
- 1985年（昭和60年）3月25日：第311ダンプ車両中隊（善通寺駐屯地）を廃止。
- 1990年（平成02年）3月26日：部隊改編。

1. 第324地区施設隊（三軒屋駐屯地）を廃止・改編し、第350施設中隊を三軒屋駐屯地に新編し、第8施設群に編合。
2. 第320地区施設隊（松山駐屯地）を廃止。

- 1999年（平成11年）3月29日：部隊廃止・再編。

1. 第8施設群本部および本部中隊（善通寺駐屯地）が廃止。
2. 第317施設中隊～第319施設中隊、第309施設器材中隊（善通寺駐屯地）が廃止。
3. 第350施設中隊（三軒屋駐屯地）は第7施設群第349施設中隊として再編。

## 部隊編成・駐屯地
廃止時の部隊編成・駐屯地
編成
- 第8施設群本部
- 本部管理中隊「8施群-本」
- 第317施設中隊「317施」
- 第318施設中隊「318施」
- 第319施設中隊「319施」
- 第350施設中隊「350施」
- 第309施設器材中隊「309施器」

駐屯地
- 善通寺駐屯地（香川県善通寺市）
  - 群本部および本部管理中隊
  - 第317施設中隊
  - 第318施設中隊
  - 第319施設中隊
  - 第309施設器材中隊
- 三軒屋駐屯地（岡山県岡山市）
  - 第350施設中隊

新編時の部隊編成
特記がなければ善通寺駐屯地に駐屯。
- 第8施設群本部
- 第8施設群本部中隊
- 第317施設中隊
- 第318施設中隊
- 第319施設中隊
- 第311ダンプ車両中隊
- 第309施設器材中隊
- 第320地区施設隊（松山駐屯地）
- 第325地区施設隊（高知駐屯地）

## 歴代群長
| 代 | 氏名     | 在職期間                        | 前職                                    | 後職                                 |
| -- | -------- | ------------------------------- | --------------------------------------- | ------------------------------------ |
| 01 | 田中龍揮 | 1973年03月27日 - 1975年03月16日 | 第4施設団本部付                         | 陸上自衛隊施設学校勤務               |
| 02 | 嶋岡數義 | 1975年03月17日 - 1978年03月15日 | 第5施設団本部高級幕僚                   | 第2教育団本部勤務                    |
| 03 | 足達至正 | 1978年03月16日 - 1980年03月16日 | 西部方面総監部装備部勤務                | 自衛隊島根地方連絡部長               |
| 04 | 中山隆志 | 1980年03月17日 - 1982年03月15日 | 防衛大学校教授                          | 防衛研修所所員                       |
| 05 | 瀬戸口俊 | 1982年03月16日 - 1984年03月15日 | 第5施設団本部高級幕僚                   | 陸上自衛隊幹部候補生学校学校教官     |
| 06 | 勝木俊知 | 1984年03月16日 - 1986年07月31日 | 防衛研修所所員                          | 統合幕僚会議事務局第1幕僚室 総務班長 |
| 07 | 中村崎男 | 1986年08月01日 - 1988年03月15日 | 陸上幕僚監部教育訓練部教育課 教材班長   | 陸上自衛隊施設補給処補給部長         |
| 08 | 落合宏   | 1988年03月16日 - 1990年07月31日 | 陸上幕僚監部調査部調査第2課 調査第4班長 | 陸上幕僚監部総括副監察官             |
| 09 | 芳賀孝道 | 1990年08月01日 - 1992年03月31日 | 陸上幕僚監部調査部付                    | 防衛大学校教授                       |
| 10 | 高田三郎 | 1992年04月01日 - 1994年07月31日 | 陸上幕僚監部装備部開発課 開発第2班長    | 防衛研究所所員                       |
| 11 | 増田憲二 | 1994年08月01日 - 1997年06月30日 | 第5師団司令部第3部長                    | 西部方面総監部人事部長               |
| 末 | 原田富雄 | 1997年07月01日 - 1999年03月28日 | 東北方面総監部人事部人事課長            | 陸上自衛隊東北補給処勤務             |